# 2017年ベルギーグランプリ
2017年ベルギーグランプリ (2017 Belgian Grand Prix) は、2017年のF1世界選手権第12戦として、2017年8月27日にスパ・フランコルシャンで開催された。
正式名称は「2017 FORMULA 1 PIRELLI BELGIAN GRAND PRIX」。

## レース前
このレースでピレリが供給するドライタイヤのコンパウンドは、ソフト、スーパーソフト、ウルトラソフトの3種類。
2018年の動向
- 8月22日、フェラーリはキミ・ライコネンとの契約を2018年まで延長したと発表[2]。同月26日にはセバスチャン・ベッテルと2020年までの契約延長も発表された[3]。これにより、ベッテルとライコネンのラインナップが2018年も継続されることになった。
- 8月23日、マクラーレンは2018年もストフェル・バンドーンを継続起用すると発表[4]。

ホンダはアップデート版内燃機関（ICE）をマクラーレンの両ドライバー（フェルナンド・アロンソとバンドーン）に供給する。アロンソはグリッド降格を伴わない形でアップデートされたが、全てのエレメントを交換したバンドーンは既に全て5基を超えているため、35グリッド降格となる。

## フリー走行
開催日時は現地時間 (UTC+2、以下同じ）。

### 1回目
2017年8月25日 10:00
気温15度、路面温度18度、晴天のドライコンディション。前述したホンダの他、メルセデスも新型のICEを投入。翌年からの導入が決まった「ハロ」のテストをルイス・ハミルトン、バンドーン、マーカス・エリクソンらが行った。10時16分、フェリペ・マッサがターン7でクラッシュしマシンが大破した。マッサのマシンを撤去した10時25分まで赤旗中断となった。パスカル・ウェーレインはエンジントラブルで大事な走行時間を失ってしまった。11時4分にはバルテリ・ボッタスがターン12でタイヤバリアに接触するが、フロントウイングにダメージを負っただけで、自力で脱出してピットに戻っている。残り4分、ライコネンがウルトラソフトで1:45.502を出しトップタイムとなった。

### 2回目
2017年8月25日 14:00
気温22度、路面温度30度、曇天のドライコンディションでスタートした。マッサはFP1のクラッシュでシャシーの交換が必要となったため、このセッションに参加できなかった。セッションの進行とともに雨雲が近づいてきたため、多くのチームが早々にウルトラソフトを履くなど、前倒しでプログラムを消化していく。開始から1時間が経過する頃に一部のエリアで雨が降りだし、15時5分を過ぎたところでメインストレートやケメルストレートでも雨が降りだしたため、各車とも走行を断念する。15時9分にはウエットトラック宣言が出された。翌日も雨の予報となっており、ウエットタイヤを温存させたかったため、ほとんどのドライバーはピットに留まった。そんな中、ダニエル・リカルドとアロンソがインターミディエイトでコースインするが、まともに走れる状況ではなく、すぐにピットへ戻っている。トップタイムはハミルトンの1:44.753。
セッション終了後、バンドーンは6戦以内のギアボックスの交換で5グリッド降格となり合計40グリッド降格、ザウバーの両ドライバー（エリクソンとウェーレイン）も6戦以内のギアボックスの交換で5グリッド降格となった。

### 3回目
2017年8月26日 11:00
ホンダはこのセッションを前にバンドーンのパワーユニットを再度交換することを決めたため、バンドーンのグリッド降格はさらに加算されて65グリッドとなった。
気温20度、路面温度23度、雨は上がっていたが路面は濡れており、ウエット宣言が出されてスタートする。このため序盤は各車インターミディエイトで走行するが、程なく路面が乾き全車ドライタイヤに交換する。18分にハミルトンが1分45秒480のトップタイムをマークした。セッション中盤にはライコネンがスーパーソフトで1分45秒422をマークしトップ、ベッテルが2番手に続く。35分、ケメルストレートでダニール・クビアトが「ロストパワー」と無線で伝えストップ。直後にマシン後方から出火したが、マーシャルの迅速な対応で消火された。セッション後半は各車ウルトラソフトで走行し、リカルドが1分45秒286でトップとなるが、すぐにライコネンがコースレコードとなる1分43秒916をマークした。ベッテルは再びライコネンに続くタイムを出し、フェラーリの1-2でセッションを終えた。
なお、当セッションにてイエローフラッグで十分に減速しなかったマッサも5グリッド降格のペナルティを受けることになった。

## 予選
2017年8月26日 14:00
ハミルトンがミハエル・シューマッハに並び歴代1位となる通算68回目のポールポジションを獲得し、2007年以降のスパ・フランコルシャンにて、2009年にセバスチャン・ベッテルが記録した1:47.263を5秒近く上回る、1:42.553を記録した。

### 経過
気温23度、路面温度33度、曇り空に少し日がさすドライコンディションで行われた。心配された雨が予選で降ることはなかった。
Q1

Q2

Q3

### 結果
| Pos.                | No. | ドライバー                 | コンストラクター                | Q1       | Q2       | Q3       | Grid |
| ------------------- | --- | -------------------------- | ------------------------------- | -------- | -------- | -------- | ---- |
| 1                   | 44  | ルイス・ハミルトン         | メルセデス                      | 1:44.184 | 1:42.927 | 1:42.553 | 1    |
| 2                   | 5   | セバスチャン・ベッテル     | フェラーリ                      | 1:44.275 | 1:43.987 | 1:42.795 | 2    |
| 3                   | 77  | バルテリ・ボッタス         | メルセデス                      | 1:44.773 | 1:43.249 | 1:43.094 | 3    |
| 4                   | 7   | キミ・ライコネン           | フェラーリ                      | 1:44.729 | 1:43.700 | 1:43.270 | 4    |
| 5                   | 33  | マックス・フェルスタッペン | レッドブル-タグ・ホイヤー       | 1:44.535 | 1:43.940 | 1:43.380 | 5    |
| 6                   | 3   | ダニエル・リカルド         | レッドブル-タグ・ホイヤー       | 1:45.114 | 1:44.224 | 1:43.863 | 6    |
| 7                   | 27  | ニコ・ヒュルケンベルグ     | ルノー                          | 1:45.280 | 1:44.988 | 1:44.982 | 7    |
| 8                   | 11  | セルジオ・ペレス           | フォース・インディア-メルセデス | 1:45.591 | 1:44.894 | 1:45.244 | 8    |
| 9                   | 31  | エステバン・オコン         | フォース・インディア-メルセデス | 1:45.277 | 1:45.006 | 1:45.369 | 9    |
| 10                  | 30  | ジョリオン・パーマー       | ルノー                          | 1:45.447 | 1:44.685 | no time  | 14 1 |
| 11                  | 14  | フェルナンド・アロンソ     | マクラーレン-ホンダ             | 1:45.668 | 1:45.090 |          | 10   |
| 12                  | 8   | ロマン・グロージャン       | ハース-フェラーリ               | 1:45.728 | 1:45.133 |          | 11   |
| 13                  | 20  | ケビン・マグヌッセン       | ハース-フェラーリ               | 1:45.535 | 1:45.400 |          | 12   |
| 14                  | 55  | カルロス・サインツ         | トロ・ロッソ                    | 1:45.374 | 1:45.439 |          | 13   |
| 15                  | 2   | ストフェル・バンドーン     | マクラーレン-ホンダ             | 1:45.441 | no time  |          | 20 2 |
| 16                  | 19  | フェリペ・マッサ           | ウィリアムズ-メルセデス         | 1:19.868 |          |          | 16 3 |
| 17                  | 26  | ダニール・クビアト         | トロ・ロッソ                    | 1:46.028 |          |          | 19 4 |
| 18                  | 18  | ランス・ストロール         | ウィリアムズ-メルセデス         | 1:46.915 |          |          | 15   |
| 19                  | 9   | マーカス・エリクソン       | ザウバー-フェラーリ             | 1:47.214 |          |          | 17 5 |
| 20                  | 94  | パスカル・ウェーレイン     | ザウバー-フェラーリ             | 1:47.679 |          |          | 18 6 |
| 107% time: 1:51.476 |     |                            |                                 |          |          |          |      |
| ソース              |     |                            |                                 |          |          |          |      |

追記
- ^1 - パーマーは6戦以内のギアボックス交換のため5グリッド降格[18][19]
- ^2 - バンドーンは下記のペナルティ3例により、合計65グリッドの降格となった
  - フリー走行前に4基を超えるパワーユニット交換（8基目のターボチャージャーとMGU-H、6基目のエナジーストアと電子制御装置、5基目のエンジンとMGU-K）により35グリッド[5][20]
  - FP2終了後に6戦以内のギアボックス交換により5グリッド[10][21]
  - FP3開始前に4基を超えるパワーユニット交換（9基目のターボチャージャーとMGU-H、6基目のエンジンとMGU-K）により25グリッド[11][22]
- ^3 - マッサはFP3でダブルイエローフラッグを無視したため5グリッド降格とペナルティポイント3点（合計5点）が科された[14][23]
- ^4 - クビアトは予選前に4基を超えるパワーユニット交換（5基目のエンジン、ターボチャージャー、MGU-H）のため20グリッド降格[24][25]
- ^5 - エリクソンは6戦以内のギアボックス交換により5グリッド降格[10][26]
- ^6 - ウェーレインは6戦以内のギアボックス交換により5グリッド降格[10][27]

## 決勝
2017年8月27日 14:00
ハミルトンがポール・トゥ・ウィン。

### 結果
| Pos.   | No. | ドライバー                 | コンストラクター                | 周回数 | タイム/リタイア | Grid | Pts. |
| ------ | --- | -------------------------- | ------------------------------- | ------ | --------------- | ---- | ---- |
| 1      | 44  | ルイス・ハミルトン         | メルセデス                      | 44     | 1:24:42.820     | 1    | 25   |
| 2      | 5   | セバスチャン・ベッテル     | フェラーリ                      | 44     | +2.358          | 2    | 18   |
| 3      | 3   | ダニエル・リカルド         | レッドブル-タグ・ホイヤー       | 44     | +10.791         | 6    | 15   |
| 4      | 7   | キミ・ライコネン           | フェラーリ                      | 44     | +14.471 1       | 4    | 12   |
| 5      | 77  | バルテリ・ボッタス         | メルセデス                      | 44     | +16.456         | 3    | 10   |
| 6      | 27  | ニコ・ヒュルケンベルグ     | ルノー                          | 44     | +28.087         | 7    | 8    |
| 7      | 8   | ロマン・グロージャン       | ハース-フェラーリ               | 44     | +31.553         | 11   | 6    |
| 8      | 19  | フェリペ・マッサ           | ウィリアムズ-メルセデス         | 44     | +36.649         | 16   | 4    |
| 9      | 31  | エステバン・オコン         | フォース・インディア-メルセデス | 44     | +38.154         | 9    | 2    |
| 10     | 55  | カルロス・サインツ         | トロ・ロッソ                    | 44     | +39.447         | 13   | 1    |
| 11     | 18  | ランス・ストロール         | ウィリアムズ-メルセデス         | 44     | +48.999         | 15   |      |
| 12     | 26  | ダニール・クビアト         | トロ・ロッソ                    | 44     | +49.940         | 19   |      |
| 13     | 30  | ジョリオン・パーマー       | ルノー                          | 44     | +53.239         | 14   |      |
| 14     | 2   | ストフェル・バンドーン     | マクラーレン-ホンダ             | 44     | +57.078         | 20   |      |
| 15     | 20  | ケビン・マグヌッセン       | ハース-フェラーリ               | 44     | +1:07.262       | 12   |      |
| 16     | 9   | マーカス・エリクソン       | ザウバー-フェラーリ             | 44     | +1:09.711       | 17   |      |
| 17†    | 11  | セルジオ・ペレス           | フォース・インディア-メルセデス | 42     | 接触ダメージ 2  | 8    |      |
| Ret    | 14  | フェルナンド・アロンソ     | マクラーレン-ホンダ             | 25     | パワーユニット  | 10   |      |
| Ret    | 33  | マックス・フェルスタッペン | レッドブル-タグ・ホイヤー       | 7      | パワーユニット  | 5    |      |
| Ret    | 94  | パスカル・ウェーレイン     | ザウバー-フェラーリ             | 2      | サスペンション  | 18   |      |
| ソース |     |                            |                                 |        |                 |      |      |

ファステストラップ
- セバスチャン・ベッテル（フェラーリ） 1:46.577（41周目）

ラップリーダー
- ルイス・ハミルトン (Lap 1-11, 15-44)
- セバスチャン・ベッテル (Lap 12-14)

追記
- † 印はリタイアだが、90%以上の距離を走行したため規定により完走扱い。
- ^1 - ライコネンはダブルイエローフラッグ無視のため、10秒のストップ&ゴーペナルティとペナルティポイント3点（合計3点）が科された[31][32]
- ^2 - ペレスはターン6でコースオフしてグロージャンをオーバーテイクしたため、5秒のタイムペナルティ（その後のピットストップで消化）とペナルティポイント1点（合計6点）が科された[31][33]

## 第12戦終了時点のランキング
|  | 順位 | ドライバー             | ポイント |
|  | ---- | ---------------------- | -------- |
|  | 1    | セバスチャン・ベッテル | 220      |
|  | 2    | ルイス・ハミルトン     | 213      |
|  | 3    | バルテリ・ボッタス     | 179      |
|  | 4    | ダニエル・リカルド     | 132      |
|  | 5    | キミ・ライコネン       | 128      |

|  | 順位 | コンストラクター                | ポイント |
|  | ---- | ------------------------------- | -------- |
|  | 1    | メルセデス                      | 392      |
|  | 2    | フェラーリ                      | 348      |
|  | 3    | レッドブル-タグ・ホイヤー       | 199      |
|  | 4    | フォース・インディア-メルセデス | 103      |
|  | 5    | ウィリアムズ-メルセデス         | 45       |

- 注：ドライバー、コンストラクター共にトップ5のみ表示。